# Crack Bluff
Das Crack Bluff ist ein 2810 m hohes und überwiegend unvereistes Felsenkliff in der antarktischen Ross Dependency. Im Königin-Maud-Gebirge ragt es 13 km südöstlich des Kutschin Peak auf.
Die Benennung des Kliffs geht auf den US-amerikanischen Geologen Edmund Stump (* 1946) von der Arizona State University zurück, der es am 27. Dezember 1970 kartierte. Namensgebend ist ein markanter subhorizontaler Riss mit Brekzien an der steilen Südwestflanke.